# Il rè pastore
Il rè pastore (Kongen som hyrde), KV 208, er en opera af Wolfgang Amadeus Mozart til en italiensk libretto af Pietro Metastasio. Det er en opera seria. Operaen blev uropført den 23. april 1775 i Salzburg.

## Dramatis personae
- Aminta, en hyrde, den retmæssige tronfølger i Sidon (sopran)
- Elisa, fønikisk hyrdinde (sopran)
- Tamiri, datter af den detroniserede tyran, Stratone (sopran)
- Agenore, sidonisk aristokrat (tenor)
- Alessandro', konge af Makedonien (tenor)